# 로드아일랜드주의 군 목록

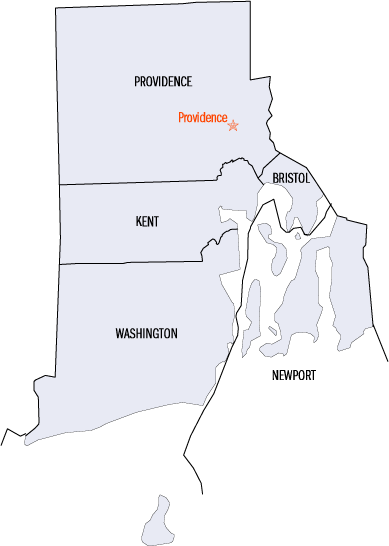
로드아일랜드 주의 군

미국 로드아일랜드주에는 5개의 군이 있다. 로드아일랜드 식민지는 16세기에 형성되었고, 1703년 북부지방이 프로비던스플랜테이션군, 남부지방이 로드아일랜드군으로 나뉘면서 군이 형성되었다. 1729년 프로비던스플랜테이션군이 프로비던스군으로, 로드아일랜드군이 뉴포트군으로 명칭이 변경되었고, 프로비던스군에서 킹스군이 분리되었다. 이후 브리스틀군과 켄트군이 형성되었고, 킹스군이 워싱턴군으로 명칭이 변경되어 현재에 이른다. 현재까지 존속하는 로드아일랜드 주의 모든 군은 1776년 독립 선언 이전에 설립된 것이다. 그러나 현재의 로드아일랜드 주의 군은 군 단위의 행정기관을 두고 있지 않으며, 지리적인 경계만 표시되고 있을 뿐이다.

## 로드아일랜드 주의 군 목록
| 순번 | 군명(한글)   | 군명(영어)        | 군청소재지 (폐지 직전) | 설립연도 | 위치     |
| ---- | ------------ | ----------------- | ---------------------- | -------- | -------- |
| 1    | 뉴포트군     | Newport County    | 뉴포트                 | 1703년   | 뉴캐슬군 |
| 2    | 브리스틀군   | Bristol County    | 브리스틀               | 1747년   | 뉴캐슬군 |
| 3    | 워싱턴군     | Washington County | 웨이크필드             | 1729년   | 뉴캐슬군 |
| 4    | 켄트군       | Kent County       | 이스트그리니치         | 1750년   | 뉴캐슬군 |
| 5    | 프로비던스군 | Providence County | 프로비던스             | 1703년   | 뉴캐슬군 |